# Prinzessinnenbad
Prinzessinnenbad ist ein deutscher Dokumentarfilm aus dem Jahr 2007. Regisseurin Bettina Blümner begleitet die drei jugendlichen Mädchen Klara, Mina und Tanutscha mit der Kamera durch den Berliner Ortsteil Kreuzberg. 

## Handlung
Klara, Mina und Tanutscha, alle bei ihren Müttern in Berlin-Kreuzberg aufgewachsen, sind beste Freundinnen. Sie kennen sich seit ihrer Kindheit und teilen gemeinsame Interessen: Partys, Jungs und das Freibad. Häufig trifft man sie im Kreuzberger „Prinzenbad“, das namensgebend für den Film ist. Dennoch müssen sie in einer Zeit der persönlichen Umbrüche immer mehr ihren eigenen Weg gehen. Klara macht ihre Ausbildung in einem Schulverweigererprojekt und muss Sozialstunden ableisten. Mina möchte mit ihrem Freund George zusammen sein, der jedoch gerade, als sie in den Prüfungsvorbereitungen steckt, Reisepläne schmiedet. Und die Halbiranerin Tanutscha fordert mehr Freiheit von ihrer Mutter, um am freizügigen Leben der Freundinnen teilhaben zu können.

## Kritiken
„Alles an dieser Dokumentation ist unmittelbar. Es gibt keinen Kunsteingriff. Nicht einmal Fragen, die die Schülerinnen beantworten müssen. Jede Distanz wird aufgehoben, und obwohl diese Mädchen sich gerade mal ein paar Minuten vorgestellt haben, wird man das Gefühl nicht los, sie zu kennen. Nie war die Zigarette so deutlich ein Mittel zum Festhalten, zum Haltsuchen. Man hört Beispiele über die Kindergartenzeit und sofort fügt sich ein weiteres Teil ins Gesamtportrait der unzertrennlichen Freundinnen. Man lernt ihre Werte kennen, findet die Traurigkeit in ihren Augen, Liebenswürdigkeit und was sie abgehärtet hat. Manchmal mutieren sie zu Königinnen, zu Königinnen des Bordsteins und der Straße. Dann verdrehen sie Männern oder anderen Pubertierenden die Köpfe und leben mit einer Leichtigkeit, die schon morgen früh wieder verschwunden sein wird. Das größte Staunen ernten die Mädchen aber mit ihrer Vernunft und ihrer Ehrlichkeit. Zwischen all den Ansagen über Muschis und Storys, Türken und Missgeburten blitzt Reife auf und Weitblick. Allerdings nur unter einer Bedingung. Die Offenheit des Zuschauers entscheidet bei dieser Doku über Gut oder Böse. Jeder, der mit diesem Alltag umgehen kann, weil er ihn akzeptiert, wird Bettina Blümners Arbeit für ein Meisterwerk halten. Denn sie hat alles richtig gemacht, kein einziger Fehler. Nur schlucken muss man das schon alleine.“

„Der um Intimität bemühte Dokumentarfilm wahrt die Balance zwischen Beobachtung und Intervention und schafft doch auch Identifikationsflächen. Mitunter clipartig montiert, ist er zudem eine Liebeserklärung an den multikulturellen Berliner Stadtteil Kreuzberg.“

„Die Regisseurin nimmt sich stets zurück und gibt nie dem Impuls nach, zu nah an die Mädchen heranzurücken und vermeidet es so, sie zu diskreditieren oder bloßzustellen. Bei aller Ernsthaftigkeit, mit der Klara, Mina und Tanutscha von auch sehr Persönlichem berichten, bleibt doch in allem eine gewisse spielerische Leichtigkeit zu spüren, aus der deutlich wird, dass sich bei diesen beeindruckenden Persönlichkeiten noch viel im Fluss und in der Entwicklung befindet.“

## Auszeichnungen
- Auf der Berlinale 2007 erhielt der Film den Preis DIALOGUE en Perspective für die Regiearbeit von Bettina Blümner.[5]

- Bei der Verleihung des Deutschen Filmpreises 2008 erhielt Prinzessinnenbad den Preis als bester Dokumentarfilm.